# FlyMe2theMoon
《FlyMe2theMoon》是以蔡浩宇为首的团队在中华人民共和国上海交通大学闵行校区设立的米哈游工作室于2009年开发的萌系美少女2D卷轴过关游戏，是米哈游的首个游戏作品，也是崩坏系列的首作。该游戏仅发布于iOS平台。游戏的主题曲Moon Trip由音乐制作人裕剣流作曲，Lemonjolly作词，VOCALOID虚拟歌手初音未来演唱。
在游戏中，玩家将扮演游戏主角琪亚娜·卡斯兰娜，通过探险、解谜、竞速、坚守四种模式和60个关卡，闯过月之残境，取得暗月纹章。

## 登场角色
琪亚娜·卡斯兰娜（Kiana Kaslana）
卡斯兰娜家族的第十七代传人，暗月魔法研究所最年轻的研修生，在暗月魔法方面有着非凡的造诣。
琪亚娜·卡斯兰娜出生在一个早已声名狼藉的暗月魔法世家，她的母亲在她出生没多久就过世，作为唯一的继承人，她和父亲一起在家族大宅里孤独地长大。直至12岁那年，琪亚娜的父亲也独自踏上寻找月燿蚀的不归路，只留下她独自一人。家族衰落，几代人的困惑、蔑视和鄙视……琪亚娜为背负起家族的责任，重建卡斯兰娜家族的荣誉和名声，她决心踏入月之残境，勇闯魔法师的残酷试炼，取得暗月纹章。

## 开发与发行
《FlyMe2theMoon》于2009年立项，是米哈游前身，即刘伟团队以独立开发者的身份创作的游戏，游戏名称与题材来自动画《新世纪福音战士》的片尾曲Fly Me to the Moon。该游戏使用Cocos2D软件、Box2D物理引擎开发。当时的团队里没有美术成员，因此他们在社交软件上找到了找到当时还是广东工业大学动画专业的大四学生CiCi（张庆华），成为了美术主笔。CiCi的首幅角色原设作品即为游戏《FlyMe2theMoon》中的主人公琪亚娜。游戏主题曲Moon Trip是由裕剑流制作的VOCALOID日文原创曲，由虚拟歌手初音未来演唱。
该游戏于2011年9月28日年在iOS平台发售，为付费买断制，定价18元，后于2021年改为免费。